# Hubert z Liège
Święty Hubert, Hubertus (ur. 655, zm. 30 maja 727) – biskup Liège (ok. 701–727) w Belgii (przeniósł jej stolicę z Maastricht), święty Kościoła katolickiego, apostoł Ardenów.

## Żywot świętego
Hubert urodził się w 655 roku w Gaskonii, był potomkiem królewskiego rodu Merowingów. Zamiłowanie do polowania odziedziczył po swoim ojcu. Towarzyszył mu często na łowach. Ponoć w wieku 14 lat uratował mu życie podczas polowania na niedźwiedzia w Pirenejach.
Pełnoletni Hubert udał się na dwór króla Frankonii, gdzie poślubił córkę Pepina z Heristal. Miał z nią syna Floriberta, późniejszego następcę na biskupstwie Liège.
Młody Hubert najwięcej czasu spędzał w lasach, gdzie nieustannie polował; łowiectwo było jego pasją. Niektóre źródła wskazują, że prowadził swobodne, wręcz hulaszcze życie. Tak było do roku 695, kiedy polując w Ardenach, nie bacząc na nic, w sam Wielki Piątek napotkał białego jelenia z promieniejącym krzyżem w wieńcu. Miał wtedy usłyszeć głos Stwórcy ostrzegający go przed jego niepohamowaną pasją i nakazujący mu udanie się do Lamberta biskupa Maastricht i Tongeren. Przejęty objawieniem, tak też uczynił. Udał się na służbę bożą do biskupa Lamberta. Rozpoczął studia teologiczne i działalność misjonarską w Ardenach i Brabancji. Po śmierci biskupa Lamberta (zm. ok. 700), z rąk papieża Sergiusza otrzymał sakrę biskupią.
Jako biskup, nieustannie przemierzał pogańskie jeszcze wioski i miasta. Odniósł wiele sukcesów w zjednywaniu ludzi dla wiary w Chrystusa. Około roku 717 przeniósł stolicę biskupstwa do Leodium (Liège). Przed śmiercią miał wygłosić wzruszającą mowę, w której – schorowany już i słaby – prosił swoje owieczki, aby żyjąc po chrześcijańsku, pozwoliły swojemu pasterzowi zasnąć w pokoju. Zmarł 30 maja 727 roku, w swojej rezydencji w Tervuren (Teruneren). Został pochowany w kościele św. Piotra w Liège. Za doczesne zasługi w krzewieniu chrześcijaństwa wkrótce został ogłoszony świętym.

## Kult
3 listopada 743 roku przeniesiono ciało Huberta (już świętego) do głównego ołtarza. Okazało się wtedy, że mimo upływu czasu nie zostało dotknięte rozkładem, a z grobu rozchodziła się ponoć przyjemna woń. W roku 825 doczesne szczątki św. Huberta przeniesione zostały do Andange i złożone w głównym ołtarzu kościoła. Miejscowość ta od tego momentu nosi nazwę Saint-Hubert (Prowincja Luksemburg), a kościół otrzymał miano bazyliki św. Huberta.
Również w Kanadzie istniało miasto Saint-Hubert (do 1 stycznia 2002), obecnie jest to jedna z trzech dzielnic miasta Longueuil w Quebecu.
W 1444 roku, książę Gerhard V ustanowił ku czci św. Huberta Order Rycerski Świętego Huberta. Odnowiony w 1708 i nadawany jako odznaczenie domowe przez władców Królestwa Bawarii; od 1808 tylko dla książąt i wysoko urodzonej szlachty. 

## Patronat
Dzień przeniesienia relikwii Św. Huberta – 3 listopada – stał się świętem myśliwych, leśników, strzelców, sportowców, kuśnierzy, matematyków i jeźdźców, zwanym Hubertusem. Święto to dawniej czczono uroczystymi łowami, poprzedzanymi mszą w intencji myśliwych. Współcześnie urządza się w tym dniu gonitwę.
W tradycji ludowej św. Hubert czczony jest także jako patron lunatyków i chorych na epilepsję. Przypisuje mu się też szczególne orędownictwo w wypadkach wścieklizny psów. Kult św. Huberta szybko rozprzestrzenił się w sąsiednich krajach, by niebawem objąć całą Europę z Hiszpanią i Anglią. W XI wieku wchłonął w siebie legendę o Św. Eustachym, drugim patronie myśliwych.

## Ikonografia
Ikonografia przedstawia św. Huberta najczęściej w czasie polowania, gdy objawił mu się jeleń z krzyżem między tykami. W Polsce klasyką w tym zakresie są prace Jerzego Kossaka, który w 1937 roku na Światowej Wystawie Łowieckiej w Berlinie otrzymał złoty medal za obraz przedstawiający widzenie św. Huberta. Imię św. Huberta nosi wiele kół i towarzystw łowieckich. Znak wieńca z krzyżem jest też oficjalną (od 1946 roku), odznaką Polskiego Związku Łowieckiego (od roku 1953 ze względów politycznych nieużywany).
Atrybuty
Atrybutem św. Huberta jest jeleń byk (często albinos) z jarzącym się krzyżem pomiędzy tykami wieńca. Według legendy Hubert ujrzał takiego jelenia podczas polowania w lesie. Po tym zdarzeniu zaniechał łowiectwa i oddał się służbie Bogu. Dziś atrybut św. Huberta jest symbolem Polskiego Związku Łowieckiego.